# Seznam významných budov a dalších objektů na Hanspaulce

## Památky
| Čp         | Ulice Odkaz do Commons                                                | Popis                                               | Výstavba                | Architekt   | Souřadnice                      | Fotografie |
| ---------- | --------------------------------------------------------------------- | --------------------------------------------------- | ----------------------- | ----------- | ------------------------------- | ---------- |
|            | U Matěje                                                              | Kostel sv. Matěje                                   | 1771                    |             | 50°6′48″ s. š., 14°22′39″ v. d. |            |
|            | Na Perníkářce                                                         | barokní kaple sv. Michaela                          | 1691-1700               |             | 50°6′48″ s. š., 14°22′39″ v. d. |            |
|            | Nad Komornickou                                                       | Kaple Nejsvětější Trojice                           | 1750                    |             | 50°6′48″ s. š., 14°22′39″ v. d. |            |
|            | Zlatnice                                                              | zaniklá kaple sv. Trojice                           | 1708                    |             | 50°6′20″ s. š., 14°22′11″ v. d. |            |
|            | U Matěje                                                              | Kaple sv. Jana Nepomuckého                          | 1876                    |             | 50°6′49″ s. š., 14°22′47″ v. d. |            |
|            | Na Pernikářce                                                         | výklenková kaple Na Pernikářce                      |                         |             | 50°6′10″ s. š., 14°22′7″ v. d.  |            |
|            | Kategorie „Saint Wenceslaus chapel (Hanspaulka)“ na Wikimedia Commons | Kaple sv. Václava na Velké louce                    |                         |             | 50°6′28″ s. š., 14°22′13″ v. d. |            |
| 10         | U Hadovky 2                                                           | usedlost Hadovka Kulturní památka ČR 40478/1-1480   | 1853                    |             | 50°6′ s. š., 14°22′37″ v. d.    |            |
| 12         | Na Vlčovce 8                                                          | zaniklá usedlost Mydlářka                           | 1742                    |             | 50°6′1″ s. š., 14°22′49″ v. d.  |            |
| 13         | Na Vlčovce 4                                                          | usedlost Hercovka                                   | 1925-26                 | Josef Donát | 50°6′3″ s. š., 14°22′55″ v. d.  |            |
| 14         | Na Vlčovce 2                                                          | viniční dům - usedlost Strakovka                    | 3. čtvrtina 18. století |             | 50°6′6″ s. š., 14°23′4″ v. d.   |            |
| 15         | Šárecká 29                                                            | zámeček Hanspaulka Kulturní památka ČR 40482/1-1482 | 18. století             |             | 50°6′22″ s. š., 14°22′42″ v. d. |            |
| 16         | Na Kotlářce 9                                                         | usedlost Kotlářka                                   |                         |             | 50°6′25″ s. š., 14°23′1″ v. d.  |            |
| 17         | Na Špitálce 12                                                        | usedlost Špitálka                                   | konec 18. století       |             | 50°6′40″ s. š., 14°22′54″ v. d. |            |
| 19         | Na Fišerce 19                                                         | usedlost Fišerka (Kodymka)                          | 1720                    |             | 50°6′44″ s. š., 14°22′52″ v. d. |            |
| 23-24, 152 | U Matěje 3, 5 a 1                                                     | Hendlův dvůr                                        | počátek 18. století     |             | 50°6′48″ s. š., 14°22′47″ v. d. |            |
| 26         |                                                                       | zaniklá usedlost Juliska                            |                         |             | 50°6′40″ s. š., 14°23′18″ v. d. |            |
| 27         |                                                                       | zaniklá usedlost Šťáhlavka                          |                         |             | 50°6′46″ s. š., 14°23′19″ v. d. |            |
| 28         |                                                                       | zaniklá usedlost Paťanka                            |                         |             | 50°6′52″ s. š., 14°23′20″ v. d. |            |
| 30         | Pod Paťánkou 5                                                        | Viniční usedlost a cihelna Majorka (Makourka)       | 1864                    |             | 50°6′58″ s. š., 14°23′28″ v. d. |            |
| 56         | Zlatnice 5                                                            | zříceniny usedlosti Zlatnice                        | 1879                    |             | 50°6′20″ s. š., 14°22′2″ v. d.  |            |
| 57         | U Beránky 2                                                           | usedlost Beránka Kulturní památka 40488/1-1485      | po 1645                 |             | 50°6′3″ s. š., 14°21′54″ v. d.  |            |
| 59         | Na Perníkářce 15                                                      | usedlost Pernikářka                                 | 1691-1700               |             | 50°6′5″ s. š., 14°22′7″ v. d.   |            |
| 120        | Na Vlčovce 6                                                          | usedlost Vlčovka                                    | 1855                    |             | 50°6′3″ s. š., 14°22′54″ v. d.  |            |
| 198        | U Matěje 2                                                            | Fara kostela sv. Matěje                             | 1771                    |             | 50°6′48″ s. š., 14°22′49″ v. d. |            |

## Význačné domy
| Čp          | Ulice | Popis                                                                                               | Výstavba         | Architekt                                   | Souřadnice                      | Fotografie |
| ----------- | --- | --------------------------------------------------------------------------------------------------- | ---------------- | ------------------------------------------- | ------------------------------- | ---------- |
| 6           | Matějská 24 | pozdně funkcionalistický rodinný dům dům zbourán, místo něho nová výstavba                          | 1946-47          | Jiří Štursa                                 | 50°6′58″ s. š., 14°23′6″ v. d.  |            |
| 18          | Na Pískách 140 | funkcionalistický obytný dům                                                                        | 1937             | podnikatelství Nedbal                       | 50°6′37″ s. š., 14°22′41″ v. d. |            |
| 25          | Na Kodymce 14 | funkcionalistický rodinný dům - Mölzerova vila                                                      | 1938-39          | František Maria Černý                       | 50°6′38″ s. š., 14°22′51″ v. d. |            |
| 112         | Na Zavadilce 9 | výletní hostinec Zavadilka                                                                          | poč. 19. století |                                             | 50°6′37″ s. š., 14°22′45″ v. d. |            |
| 265         | Nad Strakovou 13 | vlastní vila Richarda Klenky rytíře z Vlastimilu                                                    | 1909             | Richard Klenka rytíř z Vlastimilu           | 50°6′9″ s. š., 14°22′59″ v. d.  |            |
| 640 - 41    | Vilímovská 5,7 | puristický obytný dvojdům                                                                           | 1927-28          | Vilém Kvasnička                             | 50°5′58″ s. š., 14°22′4″ v. d.  |            |
| 672         | Vilímovská 12 | puristicko-novoklasicistní rodinný dům                                                              | 1928-29          | Josef Karhan                                | 50°6′0″ s. š., 14°22′10″ v. d.  |            |
| 677         | Neherovská 8 | Vila Neherovská 677/8 funkcionalistický rodinný dům - vila Lídy Baarové                             | 1937             | Ladislav Žák                                | 50°6′33″ s. š., 14°22′54″ v. d. |            |
| 755-56      | viz 936 | |                  |                                             |                                 |            |
| 772         | Tylišovská 1 | rodinný dům                                                                                         | 1927-29          | Vladimír František Hofman                   | 50°6′12″ s. š., 14°22′11″ v. d. |            |
| 773         | Na Viničních horách 44                                                                                                   | vlastní rodinný dům Jana Rosůlka                                                                    | 1927-29          | Jan Rosůlek                                 | 50°6′11″ s. š., 14°22′9″ v. d.  |            |
| 774         | Na Viničních horách 46                                                                                                   | vlastní funkcionalistický rod. dům, Vila Evžena Linharta                                            | 1927-29          | Evžen Linhart                               | 50°6′11″ s. š., 14°22′8″ v. d.  |            |
| 778-79      | viz 936 | |                  |                                             |                                 |            |
| 795-797     | Na Hanspaulce 41,43,45                                                                                                   | expresivně novoklasic. obytné domy                                                                  | 1927-29          | Ladislav Suk                                | 50°6′14″ s. š., 14°22′16″ v. d. |            |
| 798-800     | Na Hanspaulce 35,37,39                                                                                                   | expresivně novoklasic. obytné domy                                                                  | 1927-28          | Josef Pelikán                               | 50°6′14″ s. š., 14°22′17″ v. d. |            |
| 801         | Krocínovská 3 | novoklasicistní rodinný dům bývalá hospoda Houtyš, pamětní deska                                    | 1927-28          | Josef Pelikán                               | 50°6′14″ s. š., 14°22′19″ v. d. |            |
| 822         | Krocínovská 8 | funkcionalistický rodinný dům                                                                       | 1928-29          | Vladimír F. Hofman                          | 50°6′18″ s. š., 14°22′16″ v. d. |            |
| 829         | Na Hanspaulce 14 | novoklasicistní obytný dům                                                                          | 1928-29          | Karel Kotas                                 | 50°6′16″ s. š., 14°22′22″ v. d. |            |
| 843         | Na Kuthence 3 | expresivně novoklasic. rodinný dům                                                                  | 1928             | Kamil Šípek                                 | 50°6′21″ s. š., 14°22′32″ v. d. |            |
| 844         | Na Kuthence 1 | expresivně novoklasic. rodinný dům                                                                  | 1928-29          | Josef Mezera                                | 50°6′22″ s. š., 14°22′34″ v. d. |            |
| 845         | Sušická 37 | puristický rodinný dům                                                                              | 1928             | František Feigl                             | 50°6′21″ s. š., 14°22′34″ v. d. |            |
| 847-48      | Sušická 31 a 33 | puristicko-novoklasicistní dvojdům                                                                  | 1927-28          | Bořivoj Kocian                              | 50°6′19″ s. š., 14°22′34″ v. d. |            |
| 849         | Fetrovská 1 | expresivně novoklasic. rodinný dům                                                                  | 1928-29          | Alois Vaněk                                 | 50°6′19″ s. š., 14°22′35″ v. d. |            |
| 856         | Za Hanspaulkou 5 | novoklasicistní rodinný dům                                                                         | 1929-30          | Alois Zima                                  | 50°6′24″ s. š., 14°22′38″ v. d. |            |
| 860         | Fetrovská 17 | novoklasicistní obytný dům                                                                          | 1928             | Zdeněk Husák                                | 50°6′22″ s. š., 14°22′40″ v. d. |            |
| 868         | Na čihadle 14 | puristický rodinný dům                                                                              | 1929             | Oldřich Tyl                                 | 50°6′23″ s. š., 14°22′31″ v. d. |            |
| 869         | Na čihadle 16 | puristicko-novoklasicistní rod. dům                                                                 | 1927-28          | Oskar Černý                                 | 50°6′24″ s. š., 14°22′32″ v. d. |            |
| 874         | Za Hanspaulkou 15 | funkcionalistický rodinný dům 1957 – 2003 tady žil a tvořil český výtvarník a grafik Jiří Rathouský | 1930             | Oldřich Starý                               | 50°6′25″ s. š., 14°22′35″ v. d. |            |
| 880         | Na Dyrince 2 | puristický rodinný dům                                                                              | 1928             | Josef Mezera                                | 50°6′26″ s. š., 14°22′36″ v. d. |            |
| 896         | Na Markvartce 8 | ve stylu art deco ovlivněném kubismem rod. dům                                                      | 1928             | Matěj Jelínek                               | 50°6′32″ s. š., 14°23′13″ v. d. |            |
| 897         | Na Markvartce 10 | expres. novoklasic. vícerodin. dům                                                                  | 1927-28          | Eduard Hnilička                             | 50°6′33″ s. š., 14°23′14″ v. d. |            |
| 899         | Na Markvartce 14 | novoklasicistní vícerodinný dům                                                                     | 1927-28          | František Couf                              | 50°6′35″ s. š., 14°23′16″ v. d. |            |
| 905         | Na Kvintusce 5 | puristicko-novoklasicistní rod. dům                                                                 | 1929             | Bohumír Kozák                               | 50°6′31″ s. š., 14°23′14″ v. d. |            |
| 907         | Fetrovská 6 | funkcionalist. rodinný dům                                                                          | 1929-30          | K. Polívka a V. Brožek                      | 50°6′27″ s. š., 14°22′40″ v. d. |            |
| 910         | Fetrovská 12 | funkcionalistický rodinný dům                                                                       | 1931-32          | Antonín Mendl                               | 50°6′30″ s. š., 14°22′37″ v. d. |            |
| 914         | Komornická 29 | puristicko-novoklasicistní rodinný dům                                                              | 1932             | Milan Babuška                               | 50°6′5″ s. š., 14°22′37″ v. d.  |            |
| 917         | Na čihadle 32 | novoklasicistní rodinný dům                                                                         | 1928-29          | Jaroslav Fröhlich                           | 50°6′31″ s. š., 14°22′38″ v. d. |            |
| 928-29      | Šárecká 45 a 43 | obytný dvojdům                                                                                      | 1932-33          | Arnošt Mühlstein a Victor Fürth             | 50°6′30″ s. š., 14°22′43″ v. d. |            |
| 935-37      | Fetrovská 22,24,26 | rondokubismem ovliv. rod. domy                                                                      | 1928-29          | Václav Fiala                                | 50°6′32″ s. š., 14°22′36″ v. d. |            |
| 946         | Na Pískách 134 | novoklasicistní obytný dům                                                                          | 1928             | Václav Ittner                               | 50°6′37″ s. š., 14°22′39″ v. d. |            |
| 964         | Na Kodymce 2 | funkcionalistický rodinný dům                                                                       | 1929             | Antonín Mendl                               | 50°6′28″ s. š., 14°22′51″ v. d. |            |
| 973         | Na Kodymce 1 | barokizující rodinný dům                                                                            | 1928-29          | Jaroslav Rössler                            | 50°6′28″ s. š., 14°22′50″ v. d. |            |
| 1000        | Sušická 29 | novoklasicistní budova školy                                                                        | 1929-32          | Alois Dryák                                 | 50°6′18″ s. š., 14°22′34″ v. d. |            |
| 1014-16     | Na Hanspaulce 16,18,20                                                                                                   | novoklasicistní obytné domy                                                                         | 1928-29          | Karel Kotas                                 | 50°6′17″ s. š., 14°22′21″ v. d. |            |
| 1022        | Šárecká 27 | puristicko-novoklasicistní rodinný dům                                                              | 1931-32          | František Strnad                            | 50°6′17″ s. š., 14°22′51″ v. d. |            |
| 1026        | Šárecká 19 | puristický rodinný dům                                                                              | 1928-29          | Jaroslav Mašek                              | 50°6′15″ s. š., 14°22′59″ v. d. |            |
| 1027        | Šárecká 17 | puristický rodinný dům                                                                              | 1928-29          | Jaroslav Mašek                              | 50°6′14″ s. š., 14°23′1″ v. d.  |            |
| 1029        | Šárecká 13 | rodinný dům, vila Zajíčkových (s domem je spojována povídka Karla Čapka)                            | 1927             | Karel Roštík                                | 50°6′12″ s. š., 14°23′5″ v. d.  |            |
| 1038-39     | Na Míčánce 51 a 49 | puristický rodinný dvojdům                                                                          | 1928-29          | Karel Štipl                                 | 50°6′45″ s. š., 14°23′3″ v. d.  |            |
| 1043        | Na Míčánce 41 | funkcionalistický rodinný dům                                                                       | 1934             | Čeněk Vořech                                | 50°6′43″ s. š., 14°23′5″ v. d.  |            |
| 1044        | Na Míčánce 39 | funkcionalistický rodinný dům                                                                       | 1932-33          | Karel Štipl                                 | 50°6′42″ s. š., 14°23′4″ v. d.  |            |
| 1045        | Na Fišerce 8 | funkcionalistický rodinný dům                                                                       | 1932             | Antonín Mendl                               | 50°6′42″ s. š., 14°23′3″ v. d.  |            |
| 1072        | Kadeřávkovská 13 | puristicko-novoklasicistní rodinný dům, vila Vlasty Buriana                                         | 1929             | František Troníček                          | 50°6′18″ s. š., 14°23′8″ v. d.  |            |
| 1073        | Kadeřávkovská 11 | rodinný dům                                                                                         | 1929             | Theodor Petřík a Milada Pavlíková-Petříková | 50°6′17″ s. š., 14°23′9″ v. d.  |            |
| 1074        | Kadeřávkovská 9 | rustikální rodinný dům                                                                              | 1928             | Jaroslav Fröhlich                           | 50°6′16″ s. š., 14°23′9″ v. d.  |            |
| 1079        | Na Kotlářce 2 | puristický rodinný dům                                                                              | 1927-28          | Karel Caivas a Vladimír Weiss               | 50°6′14″ s. š., 14°23′7″ v. d.  |            |
| 1081        | Na Kotlářce 6 | puristicko-novoklasicistní rodinný dům                                                              | 1928             | Theodor Petřík a Milada Pavlíková-Petříková | 50°6′16″ s. š., 14°23′7″ v. d.  |            |
| 1082        | Na Kotlářce 8 | puristický rodinný dům                                                                              | 1928             | Severin Ondřej                              | 50°6′16″ s. š., 14°23′6″ v. d.  |            |
| 1102        | Na Julisce 5 | puristicko-novoklasicistní rodinný dům                                                              | 1927-28          | Bohumil Belada                              | 50°6′36″ s. š., 14°23′13″ v. d. |            |
| 1103        | Na Markvartce 13 | funkcionalistický rodinný dům                                                                       | 1929-30          | Bedřich Adámek                              | 50°6′35″ s. š., 14°23′15″ v. d. |            |
| 1108-48     | Na Kuthence 8, 6, Havlovská 2, 4, až 40, Hermelínská 1, 3, 4, 2, Na Čihadle 23, 21, až 5, 43, 41, až 25, Na Dyrince 7, 5 | soubor expresivně novoklasicistních obytných domů                                                   | 1927-28          | Matěj Schneiberg a Jan Kloub                | 50°6′23″ s. š., 14°22′30″ v. d. |            |
| 1149        | Na pískách 46 | expresivně novoklasicistní rodinný dům                                                              | 1928-29          | Matěj Schneiberg a Josef Čácha              | 50°6′21″ s. š., 14°22′25″ v. d. |            |
| 1150-57     | Na pískách 48, 50 až 62,                                                                                                 | expresivně novoklasicistní obytné domy                                                              | 1928-29          | Matěj Schneiberg a Josef Čácha              | 50°6′22″ s. š., 14°22′26″ v. d. |            |
| 1158-62     | Na pískách 64, 66 až 72                                                                                                  | expresivně novoklasicistní obytné domy                                                              | 1928             | Matěj Schneiberg a František Zelníček       | 50°6′24″ s. š., 14°22′27″ v. d. |            |
| 1163        | Na viničních horách 1 | novoklasicistní rodinný dům                                                                         | 1928-29          | Antonín Pfeiffer                            | 50°6′13″ s. š., 14°22′51″ v. d. |            |
| 1165-75     | Nad Šárkou 122, 124, 126, 128, Berkovská 4, Na Dyrince 15, 13, Na pískách 83, 81, až 71                                  | expresivně novoklasicistní rodinné domy                                                             | 1928-29          | Matěj Schneiberg a Ladislav Čapek           | 50°6′30″ s. š., 14°22′27″ v. d. |            |
| 1177        | Matějská 17 | funkcionalistický rodinný dům                                                                       | 1938-40          | Josef Grus                                  | 50°6′56″ s. š., 14°23′6″ v. d.  |            |
| 1178-84     | Na pískách 78, 80, až 90                                                                                                 | expresivně novoklasicistní rodinné domy                                                             | 1929-30          | Matěj Schneiberg a Jan Kloub                | 50°6′27″ s. š., 14°22′29″ v. d. |            |
| 1203        | Hermelínská 6 | funkcionalistický obytný dům                                                                        | 1934             | Karel Caivas a Vladimír Weiss               | 50°6′26″ s. š., 14°22′29″ v. d. |            |
| 1227-33     | Nad Šárkou 92, 94, až 104, Menšíkovská 3, 5, až 15                                                                       | expresivně novoklasic. r. d.                                                                        | 1928-30          | Matěj Schneiberg a Leopold Hron             | 50°6′23″ s. š., 14°22′20″ v. d. |            |
| 1258-62     | Nad Šárkou 110, 112, až 118                                                                                              | expresivně novoklasicistní rod.domy                                                                 | 1928-30          | Matěj Schneiberg a Alois Vaněk              | 50°6′27″ s. š., 14°22′24″ v. d. |            |
| 1264        | Vostrovská 11 | funkcionalistický rodinný dům                                                                       | 1936             | Ferdinand Fencl                             | 50°6′0″ s. š., 14°22′0″ v. d.   |            |
| 1265        | Na pískách 67 | expresivně novoklasicistní rodinný dům                                                              | 1929-30          | Josef Rokos                                 | 50°6′27″ s. š., 14°22′27″ v. d. |            |
| 1266-67     | Na pískách 65, 63 | expresivně novoklasicistní obytné domy                                                              | 1929-30          | Matěj Schneiberg a Josef Čácha              | 50°6′26″ s. š., 14°22′26″ v. d. |            |
| 1287-94     | Gensovská 4, Synkovská 15, 13, až 1, Nad Šárkou 69                                                                       | exp.novokl. o. d.                                                                                   | 1928-29          | Matěj Schneiberg a František Dlouhý         | 50°6′20″ s. š., 14°22′14″ v. d. |            |
| 1299        | Soborská 2 | expresivně novoklasicistní rodinný dům                                                              | 1932             | Jan Kloub                                   | 50°6′21″ s. š., 14°22′10″ v. d. |            |
| 1302        | Soborská 8 | expresivně novoklasicistní budova svobodárny                                                        | 1931             | Jan Kloub                                   | 50°6′24″ s. š., 14°22′9″ v. d.  |            |
| 1318        | Soborská 18 | puristicko-novoklasicistní rodinný dům                                                              | 1930-31          | Antonín Solnař                              | 50°6′25″ s. š., 14°22′16″ v. d. |            |
| 1319        | Na ladách 13 | puristicko-novoklasicistní rodinný dům                                                              | 1929-30          | Antonín Solnař                              | 50°6′25″ s. š., 14°22′17″ v. d. |            |
| 1323-24     | Nad Šárkou 75, 73 | expresivně novoklasicistní obytný dvojdům                                                           | 1928-29          | Matěj Schneiberg, K.Geisselreiter, A. Malý  | 50°6′22″ s. š., 14°22′17″ v. d. |            |
| 1325-32     | Nad Šárkou 71, Synkovská 2, 4, až 16, Gensovská 6                                                                        | expresivně novoklasicistní obytné dvojdomy                                                          | 1928-29          | Matěj Schneiberg, K. Geisselreiter, A. Malý | 50°6′21″ s. š., 14°22′14″ v. d. |            |
| 1333        | Gensovská 8 | expresivně novoklasicistní rodinný dům                                                              | 1929             | František Dlouhý                            | 50°6′23″ s. š., 14°22′14″ v. d. |            |
| 1334-35     | Gensovská 10, 12, | expresivně novoklasicistní obytný dvojdům                                                           | 1929             | Matěj Schneiberg, František Dlouhý          | 50°6′24″ s. š., 14°22′14″ v. d. |            |
| 1337-41     | Soborská 22, 24. až 30,                                                                                                  | expresivně novoklasicistní obytné domy                                                              | 1928-29          | Matěj Schneiberg, František Kočí            | 50°6′27″ s. š., 14°22′19″ v. d. |            |
| 1344-45     | Soborská 32, 34, | expresivně novoklasicistní obytný dvojdům                                                           | 1928-30          | Matěj Schneiberg, Alois Vaněk               | 50°6′28″ s. š., 14°22′21″ v. d. |            |
| 1346-52     | Nad Šárkou 111, 109, až 99, Soborská 36,                                                                                 | expresivně novoklasic. obyt.d.                                                                      | 1928-29          | Alois Zima                                  | 50°6′28″ s. š., 14°22′23″ v. d. |            |
| 1353-55     | Nad Šárkou 97, 95, 93,                                                                                                   | expresivně novoklasicistní obytné domy                                                              | 1928-30          | Matěj Schneiberg, Ladislav Suk              | 50°6′26″ s. š., 14°22′21″ v. d. |            |
| 1363        | Na pískách 97 | funkcionalistický obytný a kancel. dům a pošta,                                                     | 1934             | Jindřich Freiwald a Jaroslav Böhm           | 50°6′38″ s. š., 14°22′41″ v. d. |            |
| 1377        | Na Hanspaulce 9 | rodinná vila                                                                                        | 1928-29          | Alois Dryák                                 | 50°6′16″ s. š., 14°22′37″ v. d. |            |
| 1378        | Na Hanspaulce 7 | puristicko-novoklasicistní rodinný dům                                                              | 1929-31          | Václav Flégl                                | 50°6′16″ s. š., 14°22′40″ v. d. |            |
| 1379        | Na Hanspaulce 5 | puristický rodinný dům                                                                              | 1934             | Arnošt Mühlstein a Victor Fürth             | 50°6′16″ s. š., 14°22′37″ v. d. |            |
| 1380        | Turkovská 1 | expresivně novoklasicistní rodinný dům                                                              | 1929–31          | J. Freiwald a J. Böhm                       | 50°6′14″ s. š., 14°22′44″ v. d. |            |
| 1381        | Na viničních horách 8 | puristicko-novoklasicistní rodinný dům                                                              | 1928–29          | Jan Žák a Václav Vacek                      | 50°6′14″ s. š., 14°22′40″ v. d. |            |
| 1382        | Na viničních horách 10                                                                                                   | puristicko-novoklasicistní rodinný dům                                                              | 1928–29          | Václav Vacek                                | 50°6′14″ s. š., 14°22′38″ v. d. |            |
| 1383        | Na Hanspaulce 3 | expresivně-tektonický rodinný dům                                                                   | 1929–30          | Václav Ort a Igor Landa                     | 50°6′16″ s. š., 14°22′46″ v. d. |            |
| 1386        | Na viničních horách 6 | puristicko-novoklasicistní rodinný dům                                                              | 1927–28          | Jaroslav Fröhlich                           | 50°6′14″ s. š., 14°22′46″ v. d. |            |
| 1387        | Na Karlovce 6 | novoklasicistní rodinný dům Antonína Engela                                                         | 1927-28          | Antonín Engel                               | 50°6′12″ s. š., 14°22′54″ v. d. |            |
| 1388        | Kozlovská 9 | novoklasicistní rodinný dům                                                                         | 1928             | Bohumír Kozák                               | 50°6′13″ s. š., 14°22′53″ v. d. |            |
| 1389        | Kozlovská 7 | puristický rod. dům malíře O. Blažíčka                                                              |                  |                                             | 50°6′13″ s. š., 14°22′56″ v. d. |            |
| 1390        | Kozlovská 5 | puristický rodinný dům                                                                              | 1930–39          | Alois Mezera                                | 50°6′13″ s. š., 14°22′58″ v. d. |            |
| 1411–16     | Na pískách 85, 87 až 95, Fetrovská 65, Na Dyrince 30                                                                     | rodinné domy                                                                                        | 1927–29          | František Kotrba                            | 50°6′33″ s. š., 14°22′31″ v. d. |            |
| 1434        | Na Zavadilce 4 | puristický rodinný dům                                                                              | 1936–37          | Vladimír Bolech                             | 50°6′34″ s. š., 14°22′46″ v. d. |            |
| 1437        | Na Kodymce 11 | novoklasicistní rodinný dům                                                                         | 1930–32          | Jaroslav Rössler                            | 50°6′32″ s. š., 14°22′49″ v. d. |            |
| 1438        | Na Kodymce 13 | klasicistně puristický rodinný dům                                                                  | 1928–29          | Jan Rokos                                   | 50°6′33″ s. š., 14°22′49″ v. d. |            |
| 1439        | Na Kodymce 15 | klasicistně puristický rodinný dům                                                                  | 1928–29          | vlastní r.dům Jana Rokose                   | 50°6′34″ s. š., 14°22′49″ v. d. |            |
| 1441        | Na Kodymce 19 | klasicistně puristický rodinný dům                                                                  | 1929–30          | František Vostřák                           | 50°6′35″ s. š., 14°22′49″ v. d. |            |
| 1442        | Na Kodymce 21 | funkcionalistický rodinný dům                                                                       | 1932–33          | Antonín Moudrý                              | 50°6′36″ s. š., 14°22′49″ v. d. |            |
| 1446        | Fetrovská 2 | novobarokní rodinný dům                                                                             | 1928–29          | František Troníček                          | 50°6′25″ s. š., 14°22′42″ v. d. |            |
| 1447        | Fetrovská 4 | vila generála Aloise Eliáše                                                                         | 1928-1929        |                                             | 50°6′26″ s. š., 14°22′41″ v. d. |            |
| 1450        | Šárecká 35 | funkcionalistický rodinný dům                                                                       | 1931             | Václav Šantrůček                            | 50°6′28″ s. š., 14°22′45″ v. d. |            |
| 1451        | Šárecká 33 | rodinný dům v historizujícím stylu                                                                  | 1928–29          | Otto Máca                                   | 50°6′27″ s. š., 14°22′46″ v. d. |            |
| 1467        | Vilímovská 25 | expresivně novoklasicistní obytný dům                                                               | 1933–35          | Ladislav Čapek                              | 50°6′2″ s. š., 14°22′12″ v. d.  |            |
| 1476        | Vilímovská 33 | puristicko-novoklasicistní obytný dům                                                               | 1938–39          | Hynek Kott                                  | 50°6′6″ s. š., 14°22′19″ v. d.  |            |
| 1477        | Vilímovská 31 | puristický rodinný dům                                                                              | 1939-40          | Alois a Vladimír Zimovi                     | 50°6′5″ s. š., 14°22′18″ v. d.  |            |
| 1484        | Vilímovská 28 | puristický rodinný dům                                                                              | 1934–35          | Alois Zima                                  | 50°6′3″ s. š., 14°22′18″ v. d.  |            |
| 1485        | Vilímovská 26 | puristický vícerodinný dům                                                                          | 1933–36          | Alois Zima                                  | 50°6′3″ s. š., 14°22′17″ v. d.  |            |
| 1489 a 1491 | Na pískách 10 a 12 | funkcionalistický dvojdům                                                                           | 1933             | Josef Prouza                                | 50°6′ s. š., 14°22′19″ v. d.    |            |
| 1496        | U Hadovky 7 a 9 | rodinný dvojdům sochaře Ladislava Kofránka                                                          | 1928–29          | Jan Zázvorka                                | 50°6′4″ s. š., 14°22′27″ v. d.  |            |
| 1505        | Na Pahoubce 2 | expresivně novoklasicistní rodinný dům                                                              | 1929–30          | Josef Dneboský                              | 50°6′18″ s. š., 14°22′6″ v. d.  |            |
| 1507        | Na Pahoubce 6 | rodinný dům                                                                                         | 1929             | Alexander Těrechov                          | 50°6′18″ s. š., 14°22′8″ v. d.  |            |
| 1509        | Na Pahoubce 10 | funkcionalistický rodinný dům                                                                       | 1930-31          | Josef Fuchs                                 | 50°6′19″ s. š., 14°22′11″ v. d. |            |
| 1510        | Na Pahoubce 12 | funkcionalistický rodinný dům                                                                       | 1933             | Antonín Mendl                               | 50°6′19″ s. š., 14°22′12″ v. d. |            |
| 1511        | Zlatnice 1 | funkcionalistický rodinný dům                                                                       | 1929–30          | Oldřich Starý                               | 50°6′18″ s. š., 14°22′13″ v. d. |            |
| 1513        | Nad Šárkou 61 | rodinný dům                                                                                         | 1930–31          | Alexander Těrechov                          | 50°6′17″ s. š., 14°22′10″ v. d. |            |
| 1514        | Nad Šárkou 59 | rodinný dům                                                                                         | 1929–30          | Alexander Těrechov                          | 50°6′17″ s. š., 14°22′9″ v. d.  |            |
| 1518        | Neherovská 2 | puristicko-novoklasicistní rod. dům                                                                 | 1929–30          | Václav Vlk                                  | 50°6′33″ s. š., 14°22′51″ v. d. |            |
| 1522        | Neherovská 10 | funkcionalistický rodinný dům                                                                       | 1930–31          | Josef Chochol                               | 50°6′34″ s. š., 14°22′55″ v. d. |            |
| 1545        | Na pískách 17 | funkcionalistický rodinný dům                                                                       | 1935             | Václav Kříž                                 | 50°6′5″ s. š., 14°22′21″ v. d.  |            |
| 1547        | Šlejnická 13 | funkcionalistická vila                                                                              | 1931             | Jan Zázvorka                                | 50°6′30″ s. š., 14°23′20″ v. d. |            |
| 1562 a 1662 | Finkovská 3 a 5 | funkcionalistický rod. dvojdům                                                                      | 1936             | Antonín Mlynařík                            | 50°6′18″ s. š., 14°22′26″ v. d. |            |
| 1619        | Vostrovská 19 | klasicistně puristický rodinný dům                                                                  | 1930–31          | František Roith                             | 50°6′3″ s. š., 14°22′7″ v. d.   |            |
| 1620        | Vostrovská 17 | klasicistně puristický rodinný dům - zbourán, nahrazen novostavbou                                  | 1930–31          | František Roith X                           | 50°6′3″ s. š., 14°22′5″ v. d.   |            |
| 1663        | Finkovská 1 | puristicko-novoklasicistní rod. dům                                                                 | 1936–37          | Karel Lhota                                 | 50°6′18″ s. š., 14°22′28″ v. d. |            |
| 1664        | Na Hanspaulce 6 | funkcionalistický rodinný dům                                                                       | 1932–33          | A.Černý? a Stanislav Brázda                 | 50°6′16″ s. š., 14°22′29″ v. d. |            |
| 1667        | Na pískách 36 | funkcionalistický rodinný dům                                                                       | 1931–32          | František Nejdl                             | 50°6′16″ s. š., 14°22′24″ v. d. |            |
| 1682 a 1683 | Na Černé hoře 12 a 14 | puristicko-novoklasicistní obytný dvojdům                                                           | 1932             | Antonín Mohl                                | 50°6′8″ s. š., 14°21′45″ v. d.  |            |
| 1684        | Na Beránce 16 | funkcionalistický rodinný dům                                                                       | 1933             | Vladimír Maršal                             | 50°6′9″ s. š., 14°21′44″ v. d.  |            |
| 1685        | Na Beránce 18 | funkcionalistický rodinný dům                                                                       | 1933             | Josef Václavík                              | 50°6′10″ s. š., 14°21′44″ v. d. |            |
| 1705-1712   | | viz Osada Baba                                                                                      |                  |                                             |                                 |            |
| 1718        | Nad Šárkou 9 | funkcionalistický rodinný dům                                                                       | 1934             | J.Freiwald a J.Böhm                         | 50°6′ s. š., 14°21′52″ v. d.    |            |
| 1737        | Sušická 10 | novoklasicistní rodinný dům s barokizujícími prvky                                                  | 1931             | Alois Zima                                  | 50°6′7″ s. š., 14°22′31″ v. d.  |            |
| 1754 a 1755 | Na Dionýsce 6 a 8 | novoklasicistní obytné domy                                                                         | 1931–32          | František Matějíček                         | 50°6′27″ s. š., 14°23′20″ v. d. |            |
| 1756        | Na Dionýsce 10 | puristický obytný dům                                                                               | 1933             | Jindřich Pollert                            | 50°6′28″ s. š., 14°23′21″ v. d. |            |
| 1757        | Na Dionýsce 12 | funkcionalistický obytný dům                                                                        | 1937–38          | R. Hraba a H.Pacanovský                     | 50°6′28″ s. š., 14°23′21″ v. d. |            |
| 1759        | Šlejnická 9 | novoklasicistní obytný dům                                                                          | 1931–32          | Jindřich Pollert                            | 50°6′29″ s. š., 14°23′23″ v. d. |            |
| 1773        | Na Beránce 7 | puristicko-novoklasicistní rod.dům                                                                  | 1932–34          | J.Fröhlich a J Gillar                       | 50°6′5″ s. š., 14°21′53″ v. d.  |            |
| 1776-1804   | | viz Osada Baba                                                                                      |                  |                                             |                                 |            |
| 1807        | Na Babě 29 | funkcionalistický rodinný dům                                                                       | 1937–8           | Ladislav Machoň                             | 50°6′5″ s. š., 14°21′53″ v. d.  |            |
| 1808        | Nad Paťankou 42 | funkcionalistický rodinný dům který si pro sebe postavil                                            | 1937–8           | Adolf Benš                                  | 50°6′49″ s. š., 14°22′59″ v. d. |            |
| 1809        | Na Babě 25 | funkcionalistický rodinný dům                                                                       | 1934 ?           | postavil Jan Bína                           | 50°6′49″ s. š., 14°23′0″ v. d.  |            |
| 1810        | Nad Paťankou 38 | funkcionalistický rodinný dům                                                                       | 1935             | Karel Květoň                                | 50°6′49″ s. š., 14°23′0″ v. d.  |            |
| 1813        | Na Babě 17 | funkcionalistický rodinný dům                                                                       | 1934             | Jaroslav Rössler                            | 50°6′50″ s. š., 14°23′3″ v. d.  |            |
| 1814        | Nad Paťankou 30 | funkcionalistický rodinný dům                                                                       | 1934             | L. Svatoš a V. Mrha                         | 50°6′50″ s. š., 14°23′5″ v. d.  |            |
| 1816        | Nad lesíkem 3 | purismem ovlivněný rod. dům                                                                         | 1939             | J.Freiwald a J.Böhm                         | 50°6′49″ s. š., 14°22′54″ v. d. |            |
| 1817        | Na Babě 34 | funkcionalistický rodinný dům                                                                       | 1934–5           | František Petráš                            | 50°6′48″ s. š., 14°22′55″ v. d. |            |
| 1826        | Na Babě 20 | funkcionalistický rodinný dům                                                                       | 1934             | Jan Gillar                                  | 50°6′51″ s. š., 14°23′2″ v. d.  |            |
| 1827        | Na ostrohu 57 | funkcionalistický rodinný dům                                                                       | 1934             | Emil Král                                   | 50°6′52″ s. š., 14°23′2″ v. d.  |            |
| 1829        | Sušická 25 | funkcionalistický rodinný dům                                                                       | 1932             | Jan Evangelista Koula                       | 50°6′14″ s. š., 14°22′34″ v. d. |            |
| 1830        | Na viničních horách 14                                                                                                   | puristický rodinný dům                                                                              | 1931–33          | Jan Žák                                     | 50°6′14″ s. š., 14°22′33″ v. d. |            |
| 1834        | Na viničních horách 24                                                                                                   | novoklasicistní obytný dům                                                                          | 1934–5           | Tomáš Šašek                                 | 50°6′13″ s. š., 14°22′26″ v. d. |            |
| 1835        | Na pískách 32 | funkcionalistický obytný dům                                                                        | 1932             | Evžen Linhart                               | 50°6′13″ s. š., 14°22′24″ v. d. |            |
| 1840        | Na Hanspaulce 15 | funkcionalistický rodinný dům                                                                       | 1933–4           | Josef Karel Říha                            | 50°6′15″ s. š., 14°22′32″ v. d. |            |
| 1844        | Na viničních horách 7 | funkcionalistický obytný dům                                                                        | 1936–7           | F-Horák a J.Krňoul                          | 50°6′13″ s. š., 14°22′36″ v. d. |            |
| 1846        | Sušická 19 | puristicko-novoklasicistní rod.dům                                                                  | 1935–6           | Adolf Foehr                                 | 50°6′10″ s. š., 14°22′35″ v. d. |            |
| 1847        | Sušická 17 | puristický rodinný dům                                                                              | 1934             | J.Freiwald a J.Böhm                         | 50°6′10″ s. š., 14°22′33″ v. d. |            |
| 1877        | Matějská 11 | funkcionalistický rodinný dům                                                                       | 1939–40          | A. Kučera a Š. Zelenka                      | 50°6′57″ s. š., 14°23′9″ v. d.  |            |
| 1896        | Mylnerovka 2 | barokizující rodinný dům                                                                            | 1932–33          | Otto Grams                                  | 50°6′33″ s. š., 14°23′5″ v. d.  |            |
| 1918        | Na Míčánce 27 | funkcionalistický rodinný dům                                                                       | 1934–35          | Antonín Mendl                               | 50°6′33″ s. š., 14°23′5″ v. d.  |            |
| 1920        | Neherovská 20 | funkcionalistický rodinný dům                                                                       | 1934             | Josef Štrobl                                | 50°6′37″ s. š., 14°22′59″ v. d. |            |
| 1921        | Neherovská 22 | funkcionalistický rodinný dům                                                                       | 1938–39          | Josef Fuchs                                 | 50°6′38″ s. š., 14°23′0″ v. d.  |            |
| 1953        | Matějská 3 | funkcionalistický rodinný dům který si pro sebe postavil                                            | 1939             | Alexander Těrechov                          | 50°6′59″ s. š., 14°23′14″ v. d. |            |
| 1954        | Nad Paťankou 8 | rodinný dům rustikálního stylu                                                                      | 1947             | Emanuel Losenický                           | 50°6′58″ s. š., 14°23′19″ v. d. |            |
| 1980        | Nad Paťankou 10 | funkcionalistický obytný dům                                                                        | 1933–7           | Václav Vacek                                | 50°6′57″ s. š., 14°23′18″ v. d. |            |
| 1983        | Matějská 42 | rodinný dům rustikálního slohu                                                                      | 1937 8           | Camill Zupanc                               | 50°6′54″ s. š., 14°23′1″ v. d.  |            |
| 1985        | Matějská 19 | funkcionalistický rodinný dům                                                                       | 1939             | František Kerhart                           | 50°6′56″ s. š., 14°23′5″ v. d.  |            |
| 1986        | Matějská 9 | Vlastní rodinný dům postavený                                                                       | 1939–40          | Antonín Černý                               | 50°6′57″ s. š., 14°23′10″ v. d. |            |
| 1987        | Matějská 13 | funkcionalistický rodinný dům                                                                       | 1930–40          | Josef Grus                                  | 50°6′57″ s. š., 14°23′8″ v. d.  |            |
| 1988        | Matějská 7 | funkcionalistický rodinný dům                                                                       | 1939–41          | Josef Grus                                  | 50°6′58″ s. š., 14°23′11″ v. d. |            |

## Pomníky a sochy
| Čp | Ulice            | Popis                                        | Výstavba             | Umělec         | Souřadnice                      | Fotografie |
| -- | ---------------- | -------------------------------------------- | -------------------- | -------------- | ------------------------------- | ---------- |
|    | Šárecká 79       | Pomník první pražské trolejbusové trati      |                      |                | 50°6′41″ s. š., 14°22′44″ v. d. |            |
|    | Šárecká 33       | Pamětní deska Jan Vaniš                      |                      |                | 50°6′26″ s. š., 14°22′46″ v. d. |            |
|    | Na Míčánce 36    | Pamětní deska neznámý hrdina a Naďa Fáborská |                      |                | 50°6′37″ s. š., 14°23′3″ v. d.  |            |
|    | Fetrovská 2      | Pamětní deska Petra Fetra                    |                      |                | 50°6′25″ s. š., 14°22′42″ v. d. |            |
|    | Kadeřávkovská 13 | Pamětní deska Vlasty Buriana                 |                      |                | 50°6′18″ s. š., 14°23′8″ v. d.  |            |
|    |                  | Pomníček Jar. Kapalín                        |                      |                | 50°6′19″ s. š., 14°22′58″ v. d. |            |
|    | Fetrovská 4      | Pamětní deska Aloise Eliáše                  |                      |                | 50°6′26″ s. š., 14°22′41″ v. d. |            |
|    | Na Hanspaulce 33 | Pamětní deska Houtyše                        |                      |                | 50°6′14″ s. š., 14°22′19″ v. d. |            |
|    | Šárecká          | Základní kámen Centrálního parku Hanspaulka  |                      |                | 50°6′23″ s. š., 14°22′46″ v. d. |            |
|    | Na Pískách       | Památník setkání barikádníků s tankisty      |                      |                | 50°6′36″ s. š., 14°22′34″ v. d. |            |
|    | Šárecká          | Socha Schoulená                              | 1983                 | Oskar Kozák    | 50°6′46″ s. š., 14°22′49″ v. d. |            |
|    |                  | Prolézačka Sputnik                           | 60. léta 20. století | Zdeněk Němeček | 50°6′54″ s. š., 14°23′11″ v. d. |            |